# Главный учебный корпус МГТУ
Главный учебный корпус (ГУК) МГТУ состоит из двух частей.
Старая часть (также называемая «дворцовой») — Слободской дворец XVIII—XIX веков, перестроенный в современном виде в 1826 году по проекту Доменико Жилярди для «мастерских разных ремёсел» Воспитательного дома. Эта часть обращена фасадом на 2-ю Бауманскую улицу.
Новая часть (так называемая «циркульная» или «высотная»), имеющая 12 этажей и построенная в 1949-1960 годах по проекту Л. К. Комаровой, обращена фасадом на Лефортовскую набережную Яузы. Её строительство началось с левого крыла, которое носит название «северное». Позже было закончено правое, «южное» крыло.

## Использование
В корпусе находятся деканаты факультетов ИУ, РЛ и БМТ, РК и многие кафедры. Также в корпусе размещены основные административные помещения, приёмная комиссия, ректорат, малый зал Дворца Культуры и музей МГТУ.

## Устройство
Сообщение между подразделениями университета осуществляется в основном по 2, 3 и 4 этажам. В южном крыле некоторые проходы перекрыты подразделениями факультета военного обучения. Проходы циркульной части по 1 этажу заняты административными службами и лабораториями. Проходы по 5 этажу имеют выходы в чердачные помещения, где размещаются некоторые технические службы университета.
В ГУК действует общее правило нумерации аудиторий. Номер аудитории ГУК состоит из номера этажа (первая цифра) и порядкового номера аудитории. Порядковые номера аудиториям присваиваются в шахматном порядке. Четные номера располагаются справа при движении по циркульной части в направлении от центральной лестницы высотного здания ГУК. Аудитории, расположенные в южном крыле, нумеруются с суффиксом «ю».